# 清水利章
清水 利章（しみず としあき、1941年12月1日 - ）は、日本中央競馬会 (JRA) に所属していた元騎手・元調教師。調教師の清水美波は実弟。

## 来歴
小柄であったことから騎手を志していたところ、母と同郷である藤本冨良を紹介されて1957年に藤本厩舎所属の騎手見習いとなり、1961年騎手免許を取得。1978年には調教師免許を取得し騎手を引退する。騎手成績はJRA通算1213戦141勝。
翌1979年に厩舎を開業。初出走は同年3月3日中山競馬第1競走のケイキアリーで13着、初勝利は同年4月7日中山競馬第2競走のハッピーワコーで、のべ7頭目であった。決して無理使いをせず、じっくり育てていくことを方針とし、1981年にはカブトヤマ記念をキンセイパワーで制して重賞初勝利を挙げた。1997年の中山記念をキングオブダイヤで制して以降は重賞勝利から遠ざかっていたが、2007年の毎日王冠をチョウサンが制し、10年ぶりに重賞を勝利した。
2012年2月29日付で定年により調教師を引退する。

## 騎手成績
| 通算成績 | 1着 | 2着 | 3着 | 騎乗数 | 勝率 | 連対率 |
| -------- | --- | --- | --- | ------ | ---- | ------ |
| 平地     | 129 | 129 | 119 | 1175   | .110 | .220   |
| 障害     | 12  | 9   | 4   | 38     | .316 | .553   |
| 計       | 141 | 138 | 123 | 1213   | .116 | .230   |

|            | 日付          | 競走名           | 馬名         | 頭数 | 人気 | 着順 |
| ---------- | ------------- | ---------------- | ------------ | ---- | ---- | ---- |
| 重賞初騎乗 | 1963年5月5日  | アラブ王冠（春） | ノブタカラ   | 13頭 | 13   | 10着 |
| GI級初騎乗 | 1969年5月25日 | 東京優駿         | ニシキオール | 28頭 | 11   | 5着  |

### 主な騎乗馬
- アサゴールド（1973年京王杯オータムハンデ3着）
- ブルームーン（1974年クモハタ記念3着、1975年中山記念2着）
- スガノホマレ（1975年新潟記念2着）
- アローエイコー（1977年カブトヤマ記念2着）

## 調教師成績
|            | 日付           | 競走名         | 馬名             | 頭数 | 人気 | 着順 |
| ---------- | -------------- | -------------- | ---------------- | ---- | ---- | ---- |
| 初出走     | 1979年3月3日   | -              | ケイキアリー     | -    | -    | 13着 |
| 初勝利     | 1979年4月7日   | -              | ハッピーワコー   | -    | -    | 1着  |
| 重賞初出走 | 1980年10月19日 | 京成杯3歳S     | キンセイパワー   | 12頭 | 1    | 8着  |
| 重賞初勝利 | 1981年10月25日 | カブトヤマ記念 | キンセイパワー   | 8頭  | 4    | 1着  |
| GI級初出走 | 1981年4月12日  | 皐月賞         | プリンスシャトー | 17頭 | 8    | 16着 |

### 主な管理馬
- キンセイパワー（1981年カブトヤマ記念）
- スティールアサ（1982年新潟3歳ステークス）
- ツジノショウグン（1988年クリスタルカップ）
- キリパワー（1989年目黒記念）
- キングオブダイヤ（1997年中山記念）
- コスモインペリアル（2004年トウメイメモリアル）
- チョウサン（2007年毎日王冠）

## 主な厩舎スタッフ
- 中栄仁（調教助手）